# آردی‌کپی کادابا

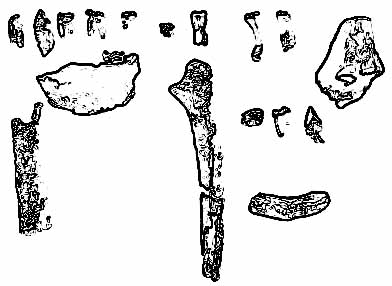
تکه‌های باقی‌ماندهٔ یک فسیل «آردی‌کپی کادابا»

آردی‌کپی کادابا (نام علمی: Ardipithecus kadabba) یک گونه از سرده آردی کپی بوده‌است.
بقایای فسیلی پیدا شده از این گونه صرفاً چندین دندان و تکه‌تکه‌هایی از استخوان‌های اسکلتی این گونه می‌باشد.
تخمین زده می‌شود که این گونه بین ۶ الی ۵ میلیون سال پیش بر روی زمین می‌زیسته‌است.
از نظر فرگشتی این گونه به جد مشترک دو سرده انسان و شامپانزه بسیار نزدیک بوده و احتمالاً از نظر آناتومیکی نیز تا حد قابل توجهی به بونوبوها و شامپانزه‌ها شباهت داشته‌است.